# Farní sbor Českobratrské církve evangelické v Dolní Bělé
Farní sbor Českobratrské církve evangelické v Dolní Bělé je farním sborem této církve v obci Bělá.
Sbor zde byl založen v roce 1949. Patří do západočeského seniorátu.

## Historie sboru
Po vzniku Československé republiky zde působili kazatelé z Plzně a byla zde ustavena kazatelská stanice. V provozu byly tři kazatelské stanice: Hvozd, Manětín a Mrtník. Kromě toho v některých střediscích se konaly příležitostné bohoslužby, a to v obcích Březín, Nekmíř a Zahrádka.

## Faráři sboru
- 1921– J. Kryštůfek
- 1927– Stanislav Kureš (diakon z Plzně)
- 1930-1945 Josef Zachatý (diakon)
- 1944 Miroslav Zástěra (diakon)
- 1948-1989 František Hašek (diakon, později farář sboru)
- 1975–1989 František Hašek
- 1991–1996 Ladislav Szabó